# Isoperla zwicki
Isoperla zwicki är en bäcksländeart som beskrevs av Tierno de Figueroa och Fochetti 2001. Isoperla zwicki ingår i släktet Isoperla och familjen rovbäcksländor. Inga underarter finns listade i Catalogue of Life.